# Asplenium prolongatum
Asplenium prolongatum är en svartbräkenväxtart som beskrevs av William Jackson Hooker. Asplenium prolongatum ingår i släktet Asplenium och familjen Aspleniaceae. Inga underarter finns listade.

## Bildgalleri

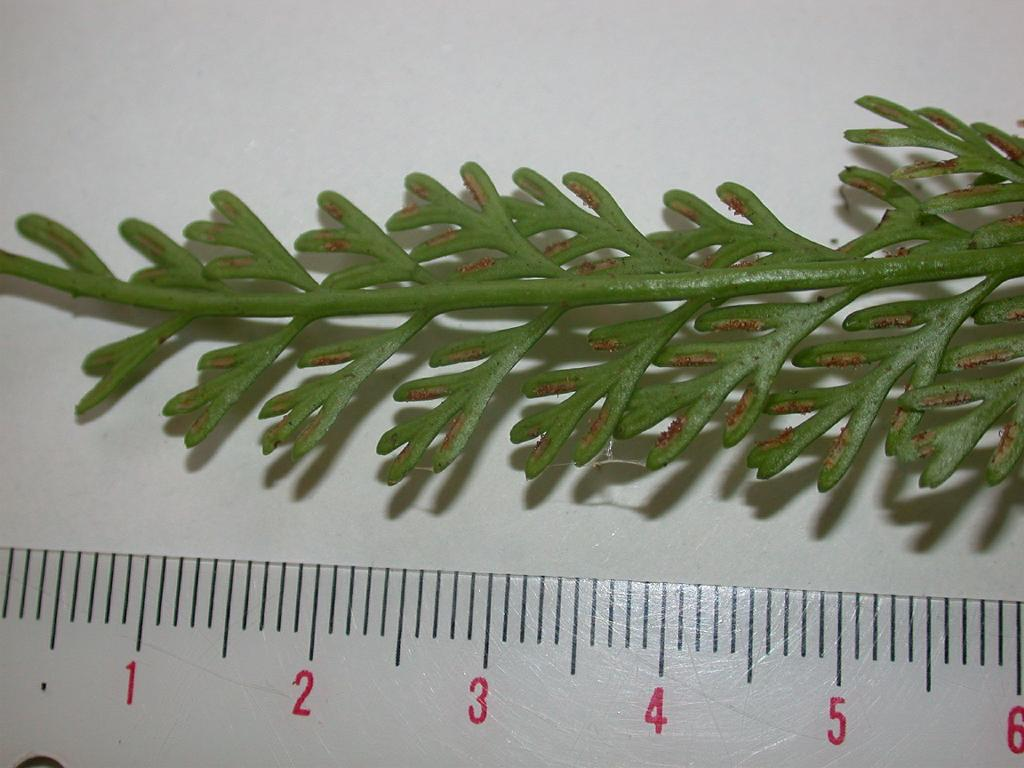
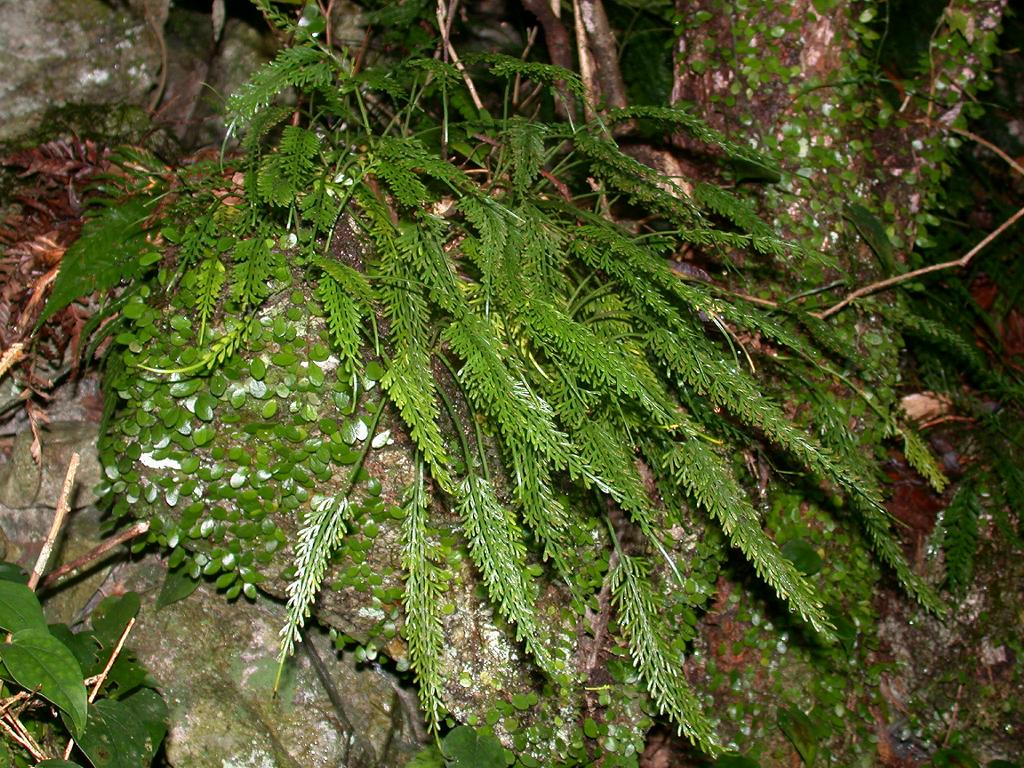
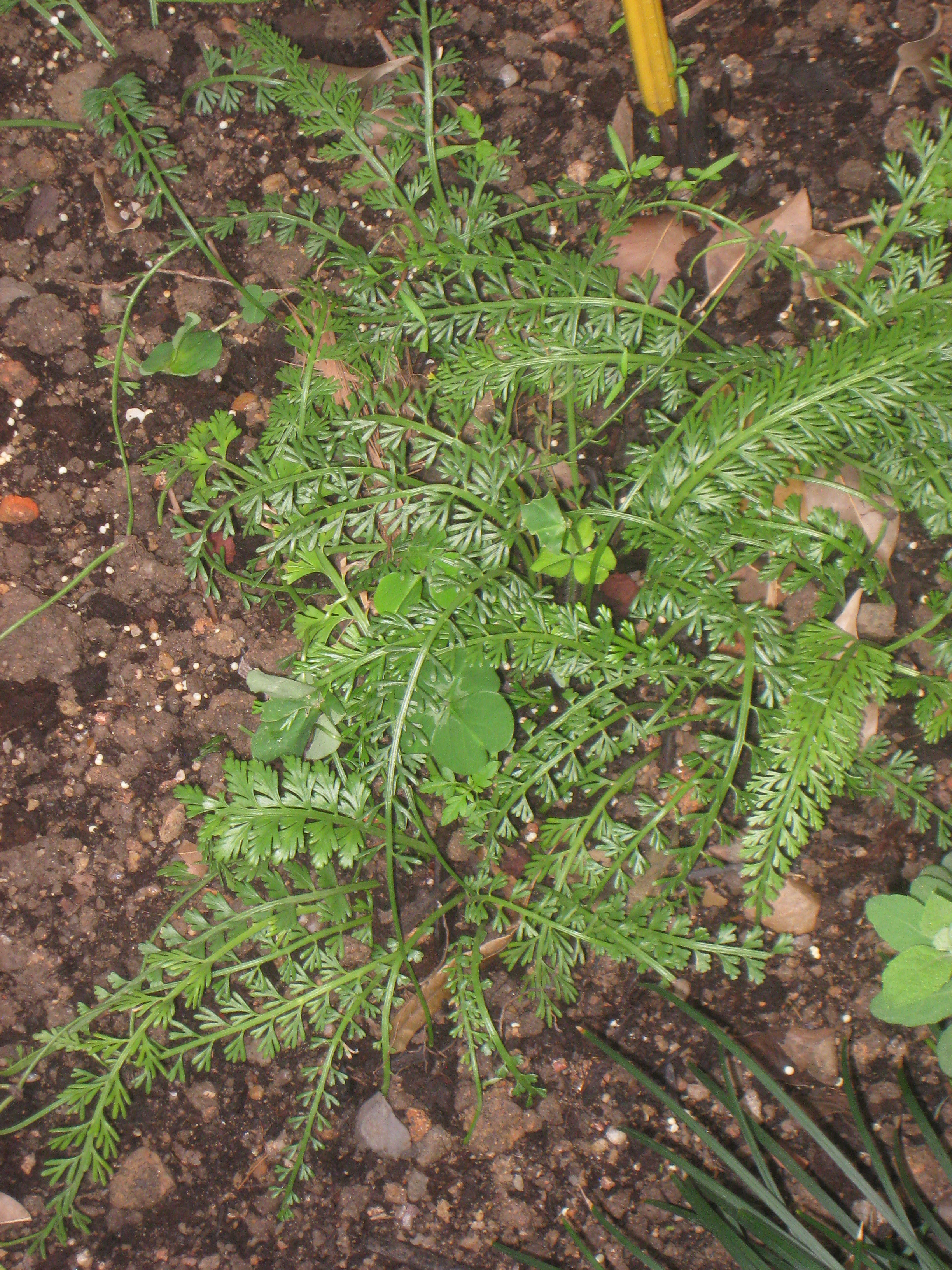
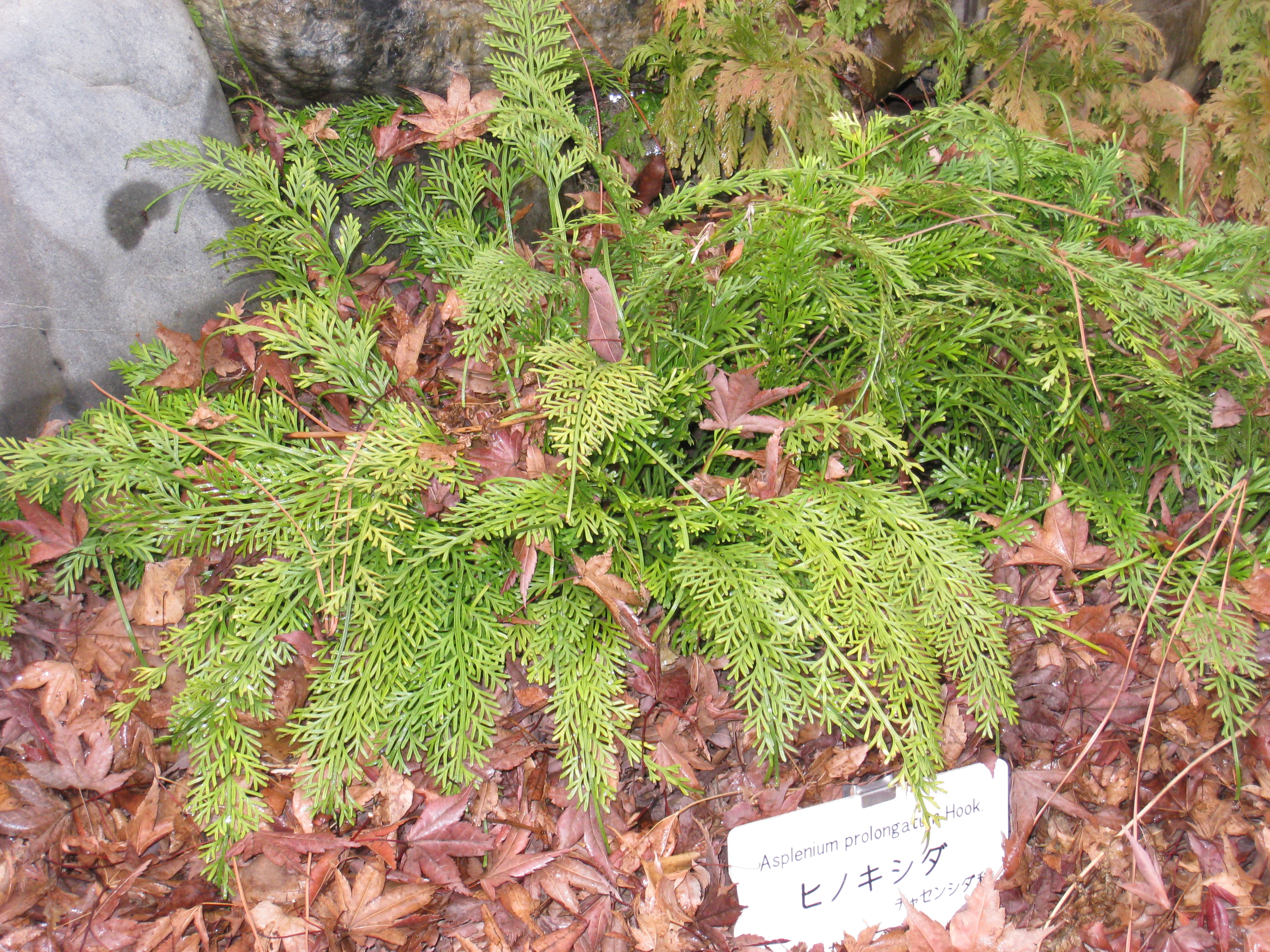
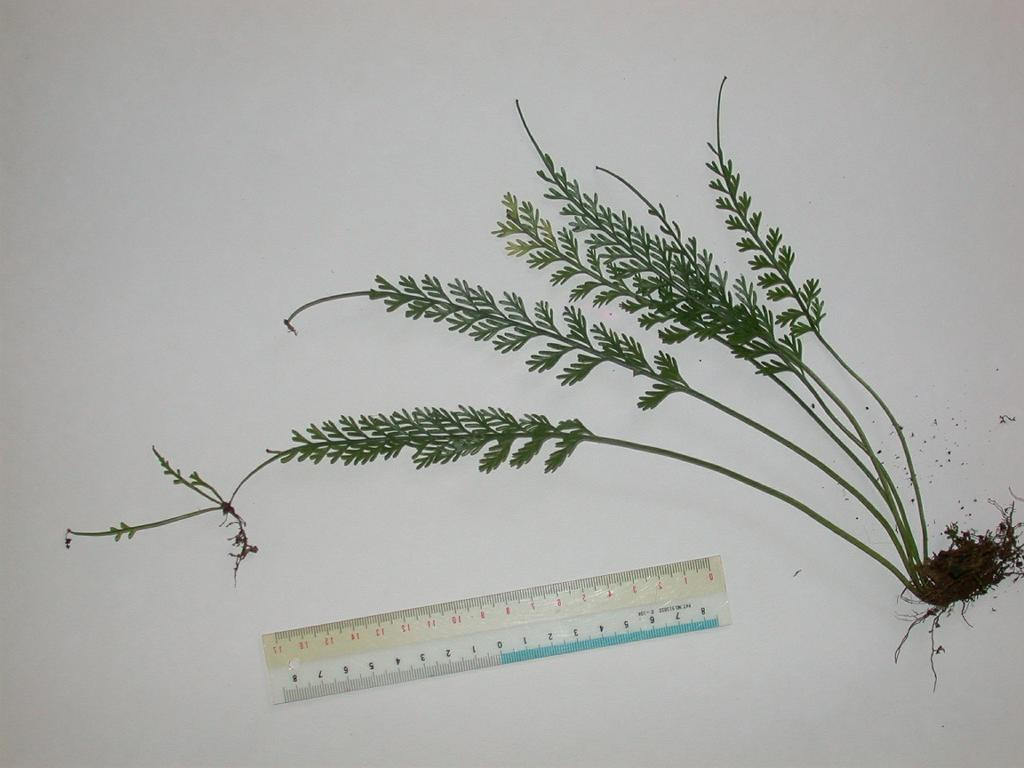